# Friedewald (Assia)
Friedewald è un comune tedesco di 2 531 abitanti,, situato nel land dell'Assia.